# 中村公園文化プラザ
中村公園文化プラザ（なかむらこうえん ぶんかプラザ）は愛知県名古屋市中村区の中村公園内にある名古屋市の文化施設。

## 概要
この地で生まれたと伝わる豊臣秀吉と加藤清正を顕彰する豊清二公顕彰館が中村公園南西角にあった花屋敷跡地に昭和42年（1967年）5月13日から置かれていたが、同館を平成3年（1991年）に改築、5月31日より現在の名称に改めた。
館内各フロアに図書館、秀吉清正記念館、中村文化小劇場が置かれている。

## 施設

### 中村図書館（1階）
名古屋市図書館の一つで、昭和40年（1965年）に稲葉地配水塔（現・名古屋市演劇練習館）を改装して稲葉地公園に開館したが、平成3年（1991年）の文化プラザ開館に合わせて移転した。

### 秀吉清正記念館（2階）
豊清二公顕彰館を継承し、秀吉と清正を中心とした常設展示が行われているが、時期によっては特別陳列も行われる。名古屋市博物館の分館としての扱いだが規模は小さい。
主な収蔵品
近江木下家資料（高台院の養子・木下利次を祖とする近江木下家によって伝えられた、豊臣秀吉の遺品など39件。名古屋市指定文化財）

### 中村文化小劇場（3階）
名古屋市文化小劇場の一つで、コンサートやコーラス、舞踊・演劇などに利用できるホールや練習室を備えており、プロから地元の学校・幼稚園まで幅広く使用されている。

## 施設利用
開館時間
- 火曜日〜金曜日：午前10時〜午後7時
- 土曜・日曜・祝日：午前10時〜午後5時
- 文化小劇場のみ：毎日午前9時〜午後9時30分

休館日
- 月曜日（休日の場合はその直後の休日以外の日）、年末年始（12月29日から1月3日）

## アクセス
- 名古屋市営地下鉄東山線 - 中村公園駅下車、徒歩で約10分。
- 名古屋市営バス - 「豊国神社」バス停下車、徒歩で約1分。